# Cavetown
Cavetown es un lugar designado por el censo ubicado en el condado de Washington en el estado estadounidense de Maryland. En el Censo de 2010 tenía una población de 1.473 habitantes y una densidad poblacional de 298,86 personas por km².

## Geografía
Cavetown se encuentra ubicado en las coordenadas 39°38′34″N 77°35′36″O / 39.64278, -77.59333. Según la Oficina del Censo de los Estados Unidos, Cavetown tiene una superficie total de 4.93 km², de la cual 4.93 km² corresponden a tierra firme y (0%) 0 km² es agua.

## Demografía
Según el censo de 2010, había 1.473 personas residiendo en Cavetown. La densidad de población era de 298,86 hab./km². De los 1.473 habitantes, Cavetown estaba compuesto por el 94.09% blancos, el 1.36% eran afroamericanos, el 0.48% eran amerindios, el 0.41% eran asiáticos, el 0% eran isleños del Pacífico, el 1.29% eran de otras razas y el 2.38% pertenecían a dos o más razas. Del total de la población el 2.78% eran hispanos o latinos de cualquier raza.